# Abdullah Wafin
Abdullah Wafin, ros. Габдулла Вафин (ur. 1920 we wsi Bijek-Tau w Tatarstanie, zm. ?) – radziecki wojskowy, propagandysta Rosyjskiej Armii Wyzwoleńczej, a następnie szef oddziału wojskowego Związku Walki Turecko-Tatarskiej Idel-Uralu podczas II wojny światowej.

## Życiorys
Służył w Armii Czerwonej. W lutym 1942 r. dostał się do niewoli niemieckiej. Osadzono go w obozie jenieckim, gdzie podjął kolaborację z Niemcami. Po przejściu kursu propagandowego w szkole propagandystów ROA w Dabendorfie pod Berlinem został w niej wykładowcą. Otrzymał stopień kapitana. Pod koniec października 1944 r. wszedł w skład Związku Walki Turecko-Tatarskiej Idel-Uralu, stając na czele oddziału wojskowego. Odpowiadał za kontakty z Wehrmachtem. Miał nieoficjalne zadanie skłonić Tatarów do współpracy z Siłami Zbrojnymi Komitetu Wyzwolenia Narodów Rosji gen. Andrieja Własowa. Po zakończeniu wojny zamieszkał w USA.